# Università di Versailles Saint Quentin en Yvelines
L'Università di Versailles Saint Quentin en Yvelines (in francese, Université de Versailles-Saint-Quentin-en-Yvelines) è un'università pubblica francese fondata nel 1991 e situata a Versailles.
L'università ha una fondazione che contribuisce al suo sviluppo.

## Ospedali universitari
L'università dispone di alcuni ospedali universitari, tra i quali l'Hôpital René-Huguenin a Saint-Cloud, specializzato in oncologia e che lavora in partenariato con l'Istituto Curie.